# Військові Гори (заказник)
Військо́ві Го́ри — лісовий заказник місцевого значення на північ від села Нові Яриловичі в межах Ріпкинського району, Чернігівська область, Україна.
Площа 102 га. Статус присвоєно згідно з рішенням Чернігівського облвиконкому від 27.12.1984 року № 454; від 28.08.1989 року № 164. Перебуває у віданні ДП «Добрянське лісове господарство» (Новояриловицьке л-во, кв. 37, 42). 
Статус присвоєно для збереження частини лісового масиву з високопродуктивними насадежнями сосни. У домішку — береза. 